# Lucille Teasdale-Corti
Lucille Teasdale-Corti, C.M., G.O.Q., née à Montréal le 30 janvier 1929 et morte du sida le 1er août 1996 à Besana in Brianza, est une médecin et chirurgienne canadienne ayant travaillé dans le nord de l'Ouganda durant 35 ans, de 1961 jusqu'à sa mort. Durant cette carrière, marquée successivement par l'indépendance du pays, le régime d'Idi Amin Dada, la guerre de brousse et l'insurrection de l'Armée de Résistance du Seigneur de Joseph Kony, elle a, avec son mari Piero Corti, contribué au développement des services de santé dans le nord de l'Ouganda.

## Biographie

### Enfance
Lucille Teasdale est née à Montréal, au Québec, le 30 janvier 1929. Elle est la quatrième enfant d’une famille de sept. Son père René Teasdale était propriétaire de la première épicerie de Guybourg, un quartier ouvrier de l'est de la ville, près de la base militaire de Longue-Pointe. Il était aussi marguillier de sa paroisse et juge de paix. Sa mère, Juliette Sanscartier, était ménagère.
Très tôt, Lucille s'intéresse aux études, au grand bonheur de son père qui, issu d'une famille de cultivateurs, avait quitté très jeune l'école pour travailler. En 1941, à l'âge de 11 ans, elle est admise au pensionnat du Saint-Nom-de-Marie, administré par les sœurs des Saints-Noms-de-Jésus-et-de-Marie à Outremont. Malgré des relations parfois difficiles avec les religieuses et le cadre de vie sévère du pensionnat, cette époque est très formatrice pour Lucille. C'est en 1943, à la suite de la visite de religieuses missionnaires de l'Immaculée-Conception de retour de Chine qu'elle développe le désir d'aller pratiquer la médecine en Asie du Sud. Peu après, elle fait part de ce désir à son père alors qu'ils assistent ensemble à une partie de baseball des Royaux de Montréal.
En 1945, Lucille obtient une bourse pour aller suivre son cours classique au collège Jésus-Marie à Outremont, où ses excellents résultats scolaires lui valent les louanges de ses enseignantes. Alors qu'elle est au collège, elle assiste à une allocution de la Dre Jeanne Marcelle Dussault, alors la seule femme à étudier la psychiatrie à la Catholic University of America, à Washington D.C. Cette rencontre cimente chez Lucille le désir de devenir médecin.

### Formation à l'Université de Montréal
En 1950, Lucille est admise avec une bourse d'études à la faculté de médecine de l'Université de Montréal. Sa cohorte ne compte alors que huit femmes parmi les 110 étudiants inscrits. Malgré le soutien financier de son père, qui pouvait se permettre de payer les études de sa fille puisqu'elle était la seule parmi ses frères et sœurs à suivre une formation universitaire, Lucille s'enrôle en 1952 dans le corps des cadets de l'armée de l'air afin de payer ses frais de scolarité. Après un premier entrainement à la base aérienne de London, en Ontario, elle est transférée durant l'été 1953 à la base de Summerside, à l'île du Prince-Édouard, avant de quitter définitivement l'armée. Durant les étés suivants, jusqu'à son départ pour Marseille en 1960, elle fait du bénévolat dans une colonie de vacances pour enfants handicapés située aux abords du lac Pierre, à Saint-Alphonse-Rodriguez.
Après l'obtention en 1955 d'un diplôme de médecine avec mention honorifique de l'Université de Montréal, Lucille se spécialise en chirurgie et poursuit un internat en chirurgie pédiatrique à l'hôpital Sainte-Justine, à Montréal. Comme l'une des premières chirurgiennes québécoises, elle s'illustre par son énergie et ses compétences en chirurgie. Malgré son charisme et sa beauté, qui lui avaient valu quelques années plus tôt le titre de « Miss Médecine » de la faculté de médecine de l'Université de Montréal, Lucille est d'un naturel plutôt discret, et ne fraternise que très peu avec ses collègues de l'hôpital Sainte-Justine. C'est néanmoins à cette époque qu'elle fait la rencontre du Dr Piero Corti, un médecin italien qui y suivait un internat en pédiatrie. Comme Lucille, Piero entretient lui aussi le rêve d'aller pratiquer la médecine à l'étranger, là où les besoins étaient les plus grands, rêve auquel il est d'ailleurs plus familier que Lucille: son frère Corrado est missionnaire jésuite au Tchad, et son beau-frère avait pratiqué la médecine en Chine et en Inde. En 1958, après la fin de sa résidence à l'hôpital Sainte-Justine, Piero retourne en Italie. De retour en Europe, il développe plus sérieusement son projet d'aller pratiquer la médecine en Afrique, ce dont il fait part à son frère lors d'un safari. Alors que Piero commence à chercher un hôpital où s'installer, Lucille poursuit son internat à l'hôpital Maisonneuve jusqu'en 1959 puis à l'Hôtel-Dieu de Montréal jusqu'en 1960.
Afin d'obtenir un diplôme en chirurgie, il était nécessaire d'effectuer un stage à l'étranger. De nombreux établissements américains rejettent la candidature de Lucille, malgré son excellent dossier et les recommandations de ses superviseurs à Montréal. Elle décide de poursuivre sa formation en France, où elle obtient deux postes avec l'aide d'une collègue française de l'hôpital Sainte-Justine, la neurologue Annie Courtois. Dès lors, le plan pour terminer sa formation en chirurgie semble clair: elle va faire une résidence à l'hôpital de la Conception, à Marseille, avant de poursuivre son internat au prestigieux hôpital des Enfants-Malades à Paris.

### Internat à Marseille
Lucille Teasdale arrive à Marseille en septembre 1960 et, malgré les différences culturelles entre la France et le Québec, s'adapte rapidement à la vie marseillaise. Peu après son arrivée, elle devient l'assistante du professeur Pierre Salmon, un chirurgien spécialisé dans la luxation congénitale de la hanche. Ce séjour français est néanmoins court. Dès son arrivée en France, Lucille renoue avec Piero Corti, à qui elle fait parvenir une carte postale dans laquelle elle indique sa nouvelle adresse. Après un bref échange, Piero, tout juste revenu d'Afrique, s'empresse de lui demander un rendez-vous à Marseille. Lors de cette rencontre, il lui raconte qu'il a trouvé à Lacor, près de Gulu, une ville du nord de l'Ouganda, un petit hôpital opéré par des religieuses italiennes où ils pourraient pratiquer ensemble la médecine pour aider les démunis. Piero n'avait pas choisi l'Ouganda au hasard: alors que l'ancien Congo belge, devenu indépendant en 1960, était secoué par une guerre de sécession, l'Ouganda, la « perle de l'Afrique » de Winston Churchill, était encore un protectorat britannique. Le pays était alors en voie d'obtenir son indépendance, mais le gouvernement britannique, depuis plusieurs décennies, avait pris le soin d'éduquer les élites ougandaises afin qu'elles puissent éventuellement succéder à l'administration coloniale.
Piero ne pouvait pas offrir à Lucille un salaire: au mieux, en plus du logement et de la nourriture, il pouvait lui payer son billet d'avion et des cigarettes. Cela ne dérange pas Lucille, pour qui la médecine était avant tout une passion. Plus jeune, alors qu'elle était au collège, elle avait réalisé qu'elle ne voulait pas pratiquer pour l'argent, mais bien pour aider les plus démunis. À l'hôpital Sainte-Justine, elle s'était aussi offusquée que des chirurgiens pédiatriques priorisaient parfois des patients adultes, qu'ils voyaient en pratique privée, au lieu de se consacrer à soigner les enfants. Pour Lucille, la médecine était « si passionnante que les médecins devraient payer pour avoir le privilège de pratiquer ». Après avoir passé les vacances de Noël avec la famille de Piero à Milan, Lucille accepte de l'accompagner en Ouganda pour quelques mois, avant de revenir à Marseille.

### Arrivée en Ouganda

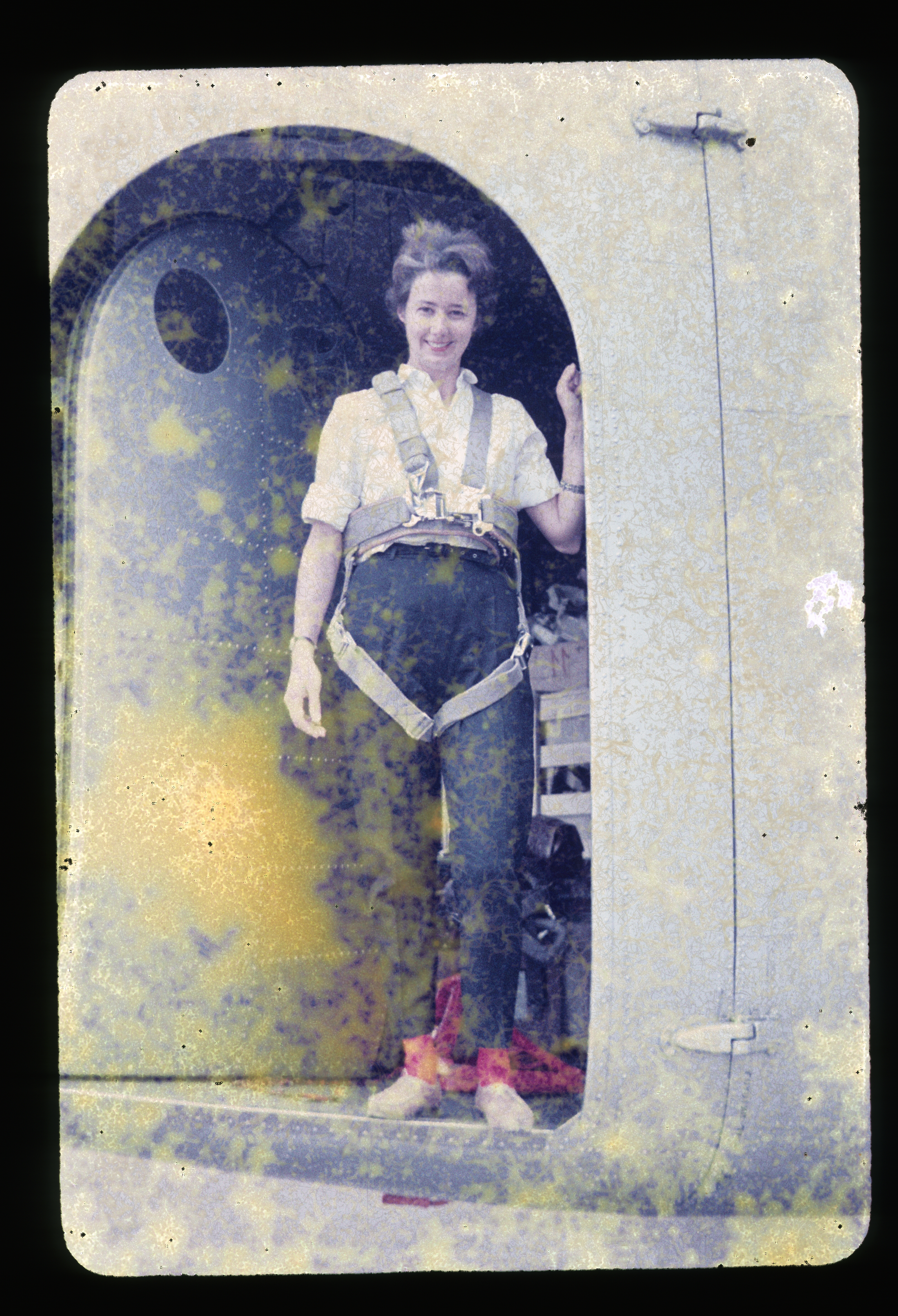
Lucille Teasdale à son arrivée en Ouganda (1961)

Lucille et Piero atterrissent à l'aéroport d'Entebbe à bord d'un avion de l'aviation militaire italienne en mai 1961. Ils se rendent immédiatement à Kampala afin d'obtenir du Dr Denis Parsons Burkitt, un chirurgien britannique de l'hôpital universitaire de Mulago, une licence pour permettre à Lucille de pratiquer la médecine en Ouganda. Le surlendemain de leur arrivée, Lucille et Piero se mettent en route pour Gulu, la principale ville du nord de l'Ouganda, au cœur du territoire des Acholis.
L'hôpital St Mary's Lacor avait été fondé en 1959 à Lacor, à quelques kilomètres à l'ouest de Gulu, par des missionnaires italiens comboniens du Sacré-Cœur. Il était alors opéré par des religieuses et administré par le diocèse de Gulu, dont l'évêque, Giovanni Cesena, était lui aussi italien. Piero l'avait choisi parce que ce dernier avait accepté de lui laisser une certaine indépendance quant à la gestion de l'établissement. Au début des années 60, ce petit établissement ne compte que 40 lits, avec un service de maternité et une consultation externe, mais aucun lit de chirurgie. À cette époque, des travaux étaient déjà en cours pour agrandir l'hôpital et le doter d'une salle d'opération ainsi que de pavillons de médecine et de radiologie. Dès son arrivée, Lucille est submergée, voire angoissée, par l'ampleur du travail qui l'attend: elle est la seule chirurgienne de la région, qui comptait alors une population de 40 000 personnes. Dès le lendemain de son arrivée à l'hôpital, elle est appelée à performer une césarienne, bien qu'il s'agisse d'une intervention qu'elle n'ait encore jamais  pratiqué. L'opération se déroule bien, et Lucille vient de pratiquer sa première chirurgie en Afrique.
L'important achalandage de patients et l'ampleur du travail à réaliser convainquent Lucille de prolonger indéfiniment son séjour en Ouganda. La population du nord de l'Ouganda, l'une des plus pauvres du pays, pratiquait encore des coutumes comme l'ebino, qui consiste en l'extraction des canines en éruption chez les enfants en bas âge malades. À ces problèmes s'ajoutent les maladies, les blessures et aussi le manque d'éducation chez les mères par rapport aux soins et à la nutrition des enfants. Durant ces premiers mois, Lucille est extrêmement occupée: elle voit des patients en consultation externe durant l'avant-midi avant de procéder à des chirurgies durant l'après-midi, installée dans un bloc opératoire temporaire. Elle pratique dans des conditions matérielles beaucoup plus difficiles qu'en France ou au Québec. L'hôpital n'a généralement de l'électricité qu'entre 19:00 et 22:00. Soucieux d'assurer le fonctionnement de l'établissement, Piero tente de trouver du financement et du matériel . La fin de semaine, Lucille et Piero chassent ou visitent des parcs nationaux. Après quelques mois en Ouganda, constatant tout le travail qu'il reste encore à faire, Lucille accepte de demeurer un peu plus longtemps à l'hôpital, à la demande de Piero, qui la demande en mariage.

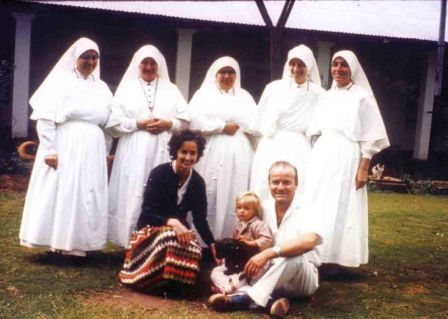
Lucille Teasdale, Piero Corti, leur fille Dominique et des infirmières de l'hôpital

De retour en Afrique en décembre 1961 après un bref séjour à l'étranger, Lucille et Piero se marient dans la chapelle de l'hôpital de Lacor. Après un court voyage de noces, le travail reprend. Sévère mais rigoureuse, Lucille impose la discipline à sa petite équipe d'infirmières et d'aides-infirmières. Elle ne manque cependant pas de douceur avec les patients qu'elle opère, maintenant les standards élevés auxquels elle s'est habituée à Montréal et à Marseille. Au début de l'année 1962, Piero, avec la bénédiction de l'évêque de Gulu, émancipe l'hôpital de l'administration diocésaine, auquel les honoraires payés par les patients étaient jusqu'alors versés. En échange de cette liberté, il promet de prendre la responsabilité du financement de l'hôpital. Dès lors, le financement externe de l'établissement devient extrêmement important, les modestes honoraires demandés aux patients n'étant pas suffisants pour en assurer le bon fonctionnement.
Le 9 octobre 1962, l'Ouganda obtient son indépendance. Edward Mutesa devient président du pays, et Milton Obote est élu comme Premier ministre, le résultat d'une alliance entre leurs deux partis, le Kabaya Yekka (KY) et l'Uganda's People Congress (UPC). À peine un mois plus tard, Lucille donne naissance à sa fille Dominique, que les Acholis surnomment  Atim - « née loin de chez elle ». C'est à partir de ce moment qu'ils appellent Lucille Min Atim, la mère d'Atim.

### Hôpital de Lacor et crises en Ouganda

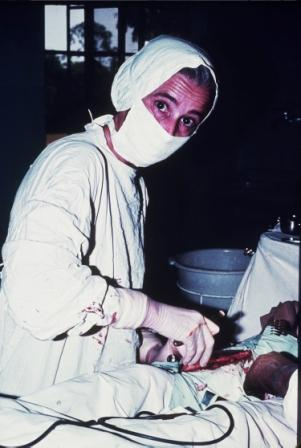
Lucille Teasdale en salle d'opération (sans date)

Durant la seconde moitié des années 60, l'Ouganda fait face à une série de crises qui affectent grandement la stabilité et la sécurité du pays. En 1966, le premier ministre Obote renverse le président et modifie la constitution pour se donner des pouvoirs plus larges. Ces premiers troubles ne freinent aucunement le développement de l'Hôpital de Lacor. Vers la fin de la décennie, près de dix ans après leur arrivée à Gulu, Piero et Lucille dirigent maintenant une institution en pleine expansion. L'établissement de 150 lits compte alors des unités de pédiatrie, d'obstétrique et gynécologie, de médecine et de chirurgie ainsi qu'un bloc opératoire. Des patients de l'Ouganda entier y sont soignés, à Lacor comme dans les cliniques rattachées à l'hôpital ouvertes dans les environs de Gulu, à Amuru, Pabo et Opit. Le personnel soignant est alors composé de médecins étrangers - comme le Dr Arshad Warley, né en Afrique du Sud - et d'infirmières italiennes. Piero et Lucille obtiennent à cette époque l'aide de l'Agence canadienne de développement international et de l'O.N.G. Développement et Paix, qui financent la construction d'une école d'infirmières à Lacor, afin de former des infirmières ougandaises. 
Au début des années 70, une paix relative règne encore sur l'ancien protectorat britannique, malgré les scandales touchant le Premier ministre Obote. Celle-ci est subitement rompue par l'arrivée au pouvoir d'Idi Amin Dada, le commandant en chef des forces armées ougandaises, qui renverse le gouvernement Obote en 1971.

#### Dictature d'Idi Amin Dada et crise économique
L'arrivée au pouvoir d'Idi Amin Dada marque le début du déclin rapide de l'économie ougandaise. Dans les mois qui suivent, il expulse du pays la minorité asiatique, principalement d'origine indienne, établie en Ouganda depuis l'époque coloniale, et redistribue leurs propriétés à ses alliés. Le régime d'Idi Amin Dada est aussi marqué par une importante répression politique ayant causé la mort ou la disparition d'environ 300 000 Ougandais, soit près du quarantième de la population totale. La situation difficile en Ouganda mène à un exode important, ce dont souffrent grandement surtout les services publics, dont les hôpitaux qui, à partir de cette époque, sont particulièrement affectés par le manque de personnel, de ressources et d'équipements.
C'est dans ce contexte que Lucille fait le choix difficile d'envoyer sa fille Dominique vivre en Italie, dans la famille de Piero, afin de lui offrir de meilleures conditions de vie et, surtout, une éducation moderne. Au fil des années, Dominique ne revint à Lacor que pour les vacances, bien que ses parents acceptent éventuellement qu'elle soit transférée à une école à Nairobi, au Kenya voisin. Cette séparation est néanmoins difficile pour Lucille, qui craint que sa fille se sente rejetée par sa mère. Il s'agit de son propre aveu du sacrifice le plus difficile de sa vie. Lucille et Piero sont eux-mêmes confrontés au choix de quitter le pays, où la situation politique et économique dégénère toujours plus. Ils décident malgré tout de demeurer en Ouganda pour maintenir le fonctionnement de l'hôpital, sur lequel comptent des dizaines de milliers d'Ougandais. Avec l'aide de la famille de Piero, ils organisent l'envoi chaque année de plusieurs conteneurs avec de l'équipement médical, des médicaments et des vêtements usagés afin de pallier les conditions opérationnelles de plus en plus difficiles à l'hôpital.
Ces difficultés, en comparaison avec les établissements publics, encore plus durement touchés par la crise économique, affectent assez peu l'hôpital de Lacor. En 1976, cinq ans après l'arrivée d'Idi Amin Dada au pouvoir, l'hôpital compte 220 lits, dont 60 lits de chirurgie. Une nouvelle salle d'opération et un service de radiothérapie avaient récemment été inaugurés. Les soins offerts et les techniques utilisées à l'hôpital sont modernes et calqués sur les standards occidentaux. L'établissement, sous la supervision parfois sévère de Lucille et Piero, fonctionne très efficacement, ce qui leur valent même des compliments de la part d'Idi Amin Dada lors d'une visite officielle la même année. Lucille, tout comme Piero d'ailleurs, est très exigeante envers le personnel soignant. Elle s'impose toutefois la même discipline que celle demandée aux infirmières. Elle demeure aussi très appréciée de ses patients. Au fil des années, les relations développées avec les Acholis étaient devenues profondes, même si elle n'hésite pas, comme Piero d'ailleurs, à les réprimander pour leurs mauvaises habitudes ou leur négligence.
Lucille alterne infatigablement entre les consultations médicales et les chirurgies au bloc opératoire. Elle performe une quantité importante de chirurgies diverses durant ces années. Dans un article publié dans Tropical Doctor en 1978, Piero ne note d'ailleurs que 18 décès pour 2878 interventions performées entre 1973 et 1978 par Lucille, ce qui dénote un impressionnant taux de rétablissement. Ces statistiques sont attribuables non seulement aux compétences chirurgicales de Lucille mais aussi à l'utilisation de l'anesthésie épidurale, jugée facile et efficace. Elles soulignent ainsi la transformation importante de l'établissement au courant des années et la grande qualité des soins qui y sont offerts, deux choses imputables au travail de Lucille et Piero. Vers la fin des années 1970, ils ne sont cependant plus les seuls médecins à l'hôpital, qui voit sans cesse son équipe croître. Outre l'équipe d'infirmières italiennes et ougandaises dirigée par sœur Lina Soso depuis 1977, qui performe parfois des tâches qui auraient ailleurs été réservées à des médecins, Piero et Lucille sont alors assistés par deux collègues. C'est grâce à l'un d'eux, le Dr Lino Dalla Bernardina, professeur retraité de l'Université de Padoue spécialisé en radiologie, que l'hôpital avait pu inaugurer son service de radiothérapie, alors l'un des seuls en Afrique. Le pédiatre québécois Dr Claude Desjardins avait aussi rejoint l'équipe l'année précédente, en 1975, comme chef du service de pédiatrie. Il avait entendu parler de l'hôpital par l'entremise de Dr Gloria Jéliu, qu'il avait côtoyé à l'hôpital Sainte-Justine. Il est éventuellement chargé des cliniques périphériques d'Amuru, de Pabo et d'Opit afin de développer un programme de médecine préventive. Les Acholis faisaient alors face à de graves déficits en matière de nutrition et de soins des enfants, et tardaient souvent à les emmener à l'hôpital lorsqu'ils éprouvaient des ennuis de santé. Les efforts de Claude Desjardins et de sa femme Suzanne, une éducatrice spécialisée en nutrition, mènent éventuellement à la publication en 1978 du manuel Helping the Rural African Mother to Care for Her Child, réédité et distribué à travers l'Afrique anglophone par l'UNICEF avant d'être traduit en français en 1980.
À cette époque, l'apport le plus important au personnel soignant de l'hôpital demeure celui des jeunes internes italiens qui, en guise de service militaire, sont envoyés par le ministère italien des Affaires étrangères comme médecins coopérants en Ouganda. L'hôpital de Lacor bénéficie immensément de ce programme parrainé par l'O.N.G. italienne Cuamm. Cet afflux de médecins était souvent temporaire, puisque les internes ne demeuraient environ que trois mois à Lacor avant d'être réaffecté ailleurs en Ouganda, même si certains choisissaient d'y poursuivre leur service de coopérant, lequel durait normalement deux ans . Lucille et Piero comprennent rapidement que l'africanisation du personnel soignant demeure la seule solution pour assurer la pérennité de l'établissement, même si les conditions économiques du pays, alors en faillite, ne permettent pas encore à l'université Makerere de former des médecins ougandais. À la fin des années 1970, à la veille de la chute du régime, l'effondrement des infrastructures et de l'économie de l'Ouganda est complet.

#### Invasion tanzanienne et guerre de brousse ougandaise
C'est durant la guerre avec la Tanzanie, qui mène en 1979 à la chute du régime d'Idi Amin Dada, que l'hôpital de Lacor connait sa première véritable période d'insécurité. En octobre 1978, sur fond de tensions politiques entre le dictateur ougandais et Julius Nyerere, le président tanzanien, l'armée ougandaise envahit la Tanzanie et annexe la région de Kagera. Les forces tanzaniennes, avec le support de volontaires ougandais opposés au régime d'Idi Amin Dada, stoppent rapidement l'invasion et, durant leur contre-offensive, envahissent le sud de l'Ouganda au début de l'année 1979. En avril, Kampala est prise par les troupes tanzaniennes et Idi Amin Dada est forcé de fuir le pays.
La contre-offensive tanzanienne engendre l'exode des soldats fidèles à Idi Amin Dada vers le nord de l'Ouganda. Avec l'effondrement de la structure militaire, ces soldats, sans direction, s'adonnent à de nombreuses exactions contre la population. Si l'hôpital de Lacor est épargné, ce n'est pas le cas des cliniques d'Amuru, de Pabo et d'Opit, qui sont saccagées par des soldats ougandais, qui s'en prennent par le même coup aux édifices publics comme les banques, les prisons et les écoles. Même l'hôpital public de Gulu est envahi et pillé par les soldats. La coupure des lignes téléphoniques, des services postaux et du réseau électrique isole cependant l'établissement, ainsi que Lucille et Piero, du reste du monde. La sécheresse, la famine et les violences ethniques s'ajoutent rapidement à ces problèmes. Grâce à la génératrice au diesel de l'hôpital, qui permet notamment de garder les médicaments au frais, l'établissement poursuit tant bien que mal ses activités.
Ces interventions, déjà nombreuses, se font alors encore plus fréquentes à cause de la guerre, du brigandage et de la flambée des violences entre les Acholis et d'autres groupes ethniques du nord comme les Kakwas, les Lugbaras et les Madis. Des militaires mais aussi des civils, souvent blessés par balles, sont soignés à l'hôpital, qui fonctionne malgré tout à plein régime. Ces blessures, causées par les munitions explosives employées par les militaires, s'avèrent spécialement difficiles à opérer à cause des nombreux éclats d'os. C'est durant une de ces délicates interventions que Lucille, devenue chirurgienne de guerre, contracte le VIH, virus encore méconnu qui progressait rapidement en Ouganda, à la faveur des combats et des déplacements de population.
L'hôpital est attaqué par des militaires ougandais pour la première fois en mai 1979. Alors que Lucille était dans la salle d'opération, Piero tente d'empêcher l'accès à l'hôpital à des soldats, qui tirent dans sa direction. Ce n'est que l'intervention de la mère d'un des soldats, elle-même patiente de l'hôpital, qui sauve Piero, qui s'en sort seulement avec une perforation du tympan. L'arrivée des troupes tanzaniennes à Gulu le 20 mai 1979 apporte un bref répit à la région et à l'hôpital, dont l'état fonctionnel étonne particulièrement le commandant tanzanien. Il s'agissait du seul hôpital encore ouvert croisé depuis son arrivée en Ouganda, quelques mois auparavant.
Après plusieurs gouvernements provisoires, Milton Obote est de nouveau élu président en 1980, malgré une forte opposition. Profitant de cette accalmie politique, Lucille et Piero entament des discussions avec la faculté de médecine de l'université Makerere afin que l'hôpital de Lacor devienne un établissement d'accueil pour les internes ougandais. La paix est encore une fois de courte durée puisque dès 1981, la résistance contre le gouvernement Obote s'organise rapidement autour du Mouvement de résistance nationale et de sa branche armée, l'Armée de résistance nationale (NRA), commandée par Yoweri Museveni. Cette insurrection marque le début de la guerre de brousse, une guerre civile brutale qui va durer jusqu'en 1986 et qui causera la mort de plus d'un demi-million d'Ougandais.
Le nord du pays s'embrase brusquement devant l'incapacité des soldats ougandais, sans expérience ni discipline, à mettre un terme à la rébellion de la NRA. L'hôpital de Lacor est à plusieurs reprises ciblé par des pillards, qui espèrent y trouver de l'équipement, des vivres et des médicaments. À ces troubles, qui engorgent de blessés les urgences de l'établissement, s'ajoute l'apparition à l'hôpital, au courant de 1982, de patients affectés par une maladie mystérieuse, alors surnommée la « maladie de maigreur » (ou slim disease). C'est à cette même époque que Lucille commence à ressentir les symptômes du sida, qu'elle pense être de la fatigue causée par le travail. La santé de Piero, qui fait un premier infarctus en 1983, ne va alors guère mieux. Malgré tout, le couple n'a d'autre choix que de travailler, alors que l'hôpital de Lacor fait face à une affluence considérable de patients et de blessés.
C'est dans ce contexte difficile, alors que les combats entre l'armée et les rebelles de la NRA font rage dans l'ensemble du pays, que l'établissement accueille ses premiers internes. Parmi ceux-ci se trouve le Dr Matthew Lukwiya, en qui Lucille et Piero réalisent qu'ils ont trouvé leur successeur. L'accord passé avec l'université de Makerere permet aux médecins diplômés de faire un internat à Lacor, sous la supervision de Lucille qui, malgré une fatigue grandissante, se retrouve subitement en première ligne de la formation de la relève médicale ougandaise. Elle ne peut alors pas signer les rapports officiels des internes qui travaillent à l'hôpital, sa formation de chirurgienne étant incomplète depuis 1961. La situation est rectifiée en 1985, lorsque le doyen de la faculté de médecine de l'université de Makerere annonce à Piero que l'institution a accordé à Lucille le droit de prendre en charge officiellement l'enseignement de la chirurgie aux internes de passage à Lacor. L'accord sera plus tard étendu à l'université de Mbarare, fondée en 1989, et à celle de Gulu, fondée en 2003. En plus d'être en centre de formation pour les médecins ougandais, l'hôpital forme à cette époque des infirmières et poursuit sa croissance avec la construction d'une unité d'oncologie et d'un pavillon pour les patients atteints de la tuberculose, une maladie opportuniste fréquemment observée chez les patients atteints du sida.
En 1983, Dominique annonce à ses parents qu'elle désire poursuivre des études en médecine. Cette nouvelle est un baume pour le couple, qui pouvait enfin espérer que leur fille puisse les rejoindre à Lacor. À la même époque, Lucille commence cependant à soupçonner la nature de la maladie qui l'affecte depuis déjà quelques années. Lucille est diagnostiquée séropositive en 1985. Elle reçoit les résultats alors qu'elle se trouve à Montréal pour rendre visite à son père malade. Elle s'inquiète immédiatement de savoir si elle peut continuer à pratiquer la chirurgie. Deux spécialistes, le professeur Anthony Pinching, qu'elle consulte lors d'une escale à Londres alors qu'elle était en route pour l'Ouganda, et le Dr Wilson Carswell, un médecin britannique qui travaillait à Kampala, l'invitent sans réserve à poursuivre ses activités. Tant que personne ne pouvait la remplacer, Lucille causerait plus de tort en arrêtant de pratiquer qu'en continuant, en prenant des précautions supplémentaires. La fulgurante progression du sida à travers le pays fit rapidement de cette maladie une réalité de la médecine en Ouganda, avec laquelle le personnel soignant, fortement touché par l'épidémie, devait aussi composer.
En 1985, le président Milton Obote est de nouveau renversé par un coup d'État orchestré par des militaires Acholis. L'année suivante, en 1986, les troupes de la NRA s'emparent de Kampala, forçant la démission du président Tito Okello après six mois au pouvoir. Le nouveau gouvernement, dirigé par Yoweri Museveni, entreprend dès sa constitution une campagne militaire contre les groupes qui lui sont hostiles, dont les Acholis, qui s'organisent pour résister. Parmi ces groupes, le plus important dans la région de Gulu est l'Armée populaire et démocratique d'Ouganda (UPDA), formée d'anciens militaires acholis fidèles à Tito Okello. Le gouvernement Museveni et la NRA, à peine légitimement au pouvoir, mènent une campagne anti-insurrectionnelle brutale contre cette nouvelle rébellion, attisant le nationalisme acholi. Les rebelles de l'UPDA, des Acholis, se livrent à cette époque au pillage et à des enlèvements, terrorisant ceux faisant partie d'autres groupes ethniques. C'est ce contexte qui voit l'émergence du Mouvement du Saint-Esprit (HSM), et qui marque le début d'un nouveau conflit, la guerre de brousse à peine terminée.

#### Insurrection de l'Armée de Résistance du Seigneur
Le Mouvement du Saint-Esprit, un amalgame de plusieurs groupes rebelles dont l'UPDA, mêlant nationalisme acholi, spiritisme et fondamentalisme chrétien, est formé en 1987. À sa tête se trouve une jeune médium acholi, Alice Auma, qui dit recevoir ses ordres de Lakwena, une entité messagère du Saint-Esprit. Après une série de victoires contre les forces gouvernementales, elle dirige ses troupes vers Kampala, mobilisant l'appui d'autres groupes ethniques opposés au gouvernement. La rébellion s'effrite brusquement vers la fin de l'année, avec l'arrestation d'Alice à la frontière kenyane, qu'elle tentait de traverser avec un groupe de fidèles. Sa disparition laisse cependant le champ libre à une seconde insurrection bien plus tenace et qui persiste encore à ce jour: celle de l'Armée de Résistance du Seigneur (LRA), commandée par Joseph Kony, qui lui aussi se réclame du Saint-Esprit.
La seconde moitié des années 1980, marquée par la violence quotidienne, les enlèvements et le pillage, est particulièrement difficiles pour l'hôpital. Aux rebelles de l'UPDA succèdent ceux fidèles à Alice Lakwena et enfin ceux de la LRA. Des travaux pour la construction d'une bibliothèque, d'un service de physiothérapie et de laboratoires sont alors en préparation. Depuis 1985, le nord de l'Ouganda est de nouveau sans électricité et l'établissement repose toujours, pour son fonctionnement quotidien, sur une génératrice au diesel, dispendieuse à faire fonctionner, ainsi que sur quelques panneaux solaires installés sur les toits. Les patients sont moins nombreux, à cause des barrages routiers et des combats qui rendent les déplacements dangereux. À cette époque, ce sont surtout des civils cherchant à échapper au maraudage des rebelles et des soldats qui fréquentent l'établissement. Protégé par ses murs, celui-ci devient avec le temps un sanctuaire fréquenté chaque soir par des milliers de personnes.
Cela n'empêcha pas l'hôpital de Lacor d'être attaqué et saccagé à répétition par les rebelles. Les cliniques périphériques d'Amuru, de Pabo et d'Opit connaissent un sort similaire, les rebelles cherchant à s'emparer de médicaments et d'équipements médicaux, ou encore à kidnapper des infirmières pour les rançonner. À partir de 1987, la fréquence des attaques ne fait qu'augmenter. Lucille et Piero n'y échappent d'ailleurs pas. À plusieurs reprises, ils sont eux-mêmes pris en otage par des rebelles. En 1987, le lundi de Pâques, des rebelles s'introduisent dans l'hôpital après une fête et enferment le couple dans une chambre, menaçant de tuer Piero s'ils ne lui donnent pas de l'argent. Ces attaques deviennent de plus en plus fréquentes. Quelques mois plus tard, en novembre 1987, des rebelles entrent dans l'hôpital pour se saisir d'un blessé, qu'ils trainent dehors avant de l'exécuter. L'hôpital, son personnel et ceux qui s'y réfugient sont sous la menace constante des rebelles.
Entre septembre et décembre 1988, l'hôpital St Mary's Lacor est attaqué à sept reprises par les rebelles. Lorsque ce ne sont pas les rebelles, ce sont des militaires qui y font des perquisitions. Pour la première fois depuis 1961, Lucille et Piero commencent à réellement songer à fermer l'hôpital qui, outre le pillage, fait face à l'exode de son personnel. La sécurité des infirmières, des internes et du personnel de l'hôpital devient à cette époque l'une de leurs préoccupations principales. La plupart des employés vivent alors à l’intérieur de l’enceinte de l'établissement avec leur famille. Ils vont travailler le soir en vêtements civils afin d'éviter d'être reconnus et enlevés par les rebelles. Ceux qui ne sont pas Acholis, surtout, craignent d'être reconnus par les insurgés. La plupart des médecins italiens avaient été rapatriés: à la fin des années 1980, seul le Dr Dalla Bernardina demeure encore sur place, avec la sœur Lina Soso et quelques autres religieuses italiennes.
En réalité, la désintégration du HSM en 1988 ne règle en rien la situation. Au contraire, celle-ci empire considérablement avec l'émergence de la LRA. À cette menace constante, qui perdure pour l'établissement jusqu'au début des années 1990, s'ajoute la santé de Lucille, qui décline de plus en plus depuis son diagnostic en 1985. Elle souffre notamment d'un muguet buccal particulièrement tenace qui rend son alimentation difficile, mais aussi, en plus de la fatigue, d'autres co-infections typiques du sida comme la fièvre, la pneumonie et la maladie d'Addison.
Alors que Lucille et Piero sont en vacances au Kenya, en mars 1989, l'hôpital St Mary's est envahi par des rebelles fidèles à Joseph Kony qui désirent s'emparer de médicaments. Ceux-ci demandent initialement à voir Piero et Lucille, mais constatant leur absence, ils tentent plutôt d'enlever les religieuses. Le Dr Lukwiya s'interpose, les informant que les médicaments sont désormais gardés par l'armée à Gulu. En échange des religieuses italiennes, le médecin est pris en otage par les rebelles, qui emportent avec eux dans la forêt quelques infirmières ougandaises. Le Dr Dalla Bernardina est forcé de fermer l'hôpital, tout en maintenant les urgences ouvertes. De retour en Ouganda, Lucille et Piero constatent à quel point la situation est devenue difficile, et décident de fermer temporairement l'établissement. Lucille continue à travailler, malgré l'état avancé de sa maladie, alors que Piero s'active à sauver l'établissement, dont l'existence même est désormais menacée.
Devant les attaques répétées, le gouvernement italien menace de rapatrier ses ressortissants, ce qui aurait pour effet la fermeture de l'hôpital. Cette menace, bien réelle, a pour effet la libération du Dr Lukwiya et des autres otages, les rebelles réalisant pour la première fois à quel point ils dépendent eux-mêmes des soins qui y sont prodigués. La fermeture temporaire de l'établissement est néanmoins maintenue et, le 10 avril 1989, Piero fait distribuer des tracts à Gulu pour en faire l'annonce. À la suite des protestations de la population locale, le gouvernement accepte de former une milice pour en assurer la défense. Piero maintient cependant la fermeture de l'hôpital pendant un certain temps. Ce n'était pas la première fois qu'il avait utilisé cet argument: il en avait déjà fait part aux influents aînés des Acholis sans que la manœuvre porte fruit. La menace, cette fois-ci, est suffisante. Joseph Kony, par l'intermédiaire d'un de ses soldats, menace Piero de représailles si l'hôpital ne reprend pas ses activités, mais abandonne éventuellement cette tactique. Jusqu'à la fin du conflit au début des années 2000, l'hôpital de Lacor a été épargné, malgré les combats faisant rage entre les rebelles de la LRA et les troupes gouvernementales.

### Dernières années et reconnaissance internationale
Lorsque Lucille fut diagnostiquée séropositive, en 1985, on ne lui donna que 25% de probabilités de survivre plus de deux ans. Lors de sa rencontre avec le Dr Pinching, ce dernier lui avait dit que le moral jouait un rôle important dans ses chances de survie. Au tout début de la recherche médicale sur le sida, l'espérance de vie d'un patient séropositif était encore mal connue. Lucille lutta finalement contre la maladie durant onze ans après son diagnostic, travaillant malgré la fatigue, les nombreux problèmes de santé et l'insurrection qui embrasait le nord de l'Ouganda.
Ces dernières années sont aussi marquées par la reconnaissance internationale. À partir du milieu des années 1980, les prix et les récompenses commencent à s'accumuler. Récipiendaires de plusieurs distinctions italiennes, promus officiers de l'Ordre du Mérite de la République italienne en 1981 et reçus par le pape Jean-Paul II avec d'autres médecins du Cuamm deux ans plus tard, le couple est déjà bien connu en Italie. C'est néanmoins en 1986 qu'ils reçoivent une première distinction d'envergure internationale: le prix Sasakawa de l'Organisation mondiale de la santé, octroyé pour leur apport au développement des soins de santé dans le nord de l'Ouganda. Cette reconnaissance ne s'étend cependant pas encore au Canada: outre quelques rares mentions dans les journaux québécois, Lucille Teasdale demeure inconnue du public canadien.
La situation change progressivement à la fin de la décennie. En 1987, elle reçoit le prix F.N.G. Starr, la plus haute distinction de l'Association médicale canadienne, où elle figure en illustre compagnie auprès de sir Frederick Banting, de Wilder Penfield et d'Armand Frappier. Elle est aussi nommée membre honoraire de l'Association médicale du Québec, devenant la première femme à recevoir cet honneur. Deux ans plus tard, en 1989, la parution d'un portrait dans le Reader's Digest permet enfin de l'introduire à un public plus large. En 1991, elle reçoit l'Ordre du Canada. Quatre ans plus tard, en 1995, le Premier ministre québécois Jacques Parizeau lui octroie l'Ordre national du Québec. Peu après, elle est admise comme membre honoraire du Collège royal des médecins et chirurgiens du Canada lors d'une cérémonie publique tenue à la Place des Arts de Montréal. Sa renommée québécoise n'est déjà plus à faire: l'année précédente, le journaliste Michel Arseneault s'était rendu auprès en Ouganda afin de l'interviewer. Son reportage, diffusé à l'émission Le Point à Radio-Canada, connait un grand succès.
Aux honneurs canadiens succèdent ceux de l'Italie. En 1995, l'hôpital de Lacor reçoit le prix Antonio-Feltrinelli de l'Académie nationale des Lyncéens, la plus ancienne société savante d'Europe, fondée en 1603. Le prix, accompagné d'une bourse de 300 000 lires italiennes, est décerné lors d'une cérémonie publique au Palazzo Corsini, à Rome. À tous ces honneurs s'ajoute finalement celui de l'Organisation des Nations Unies, qui décerne à Lucille le prix du Centre international pour la cause africaine afin de souligner son engagement, personnel et professionnel, dans la lutte contre le sida en Ouganda.
Encore au milieu des années 1990, les rebelles continuent leurs exactions dans la région de Gulu. Ces attaques contre la population, marquées par le meurtre, le vol de bétail et les enlèvements d'enfants, n'affectent jamais plus directement l'hôpital de Lacor, qui peut reprendre ses activités. L'établissement est de nouveau connecté au réseau électrique en juin 1990. En 1993, signe du retour de la paix dans la région, le pape Jean-Paul II visite Gulu pour une messe publique. À la grande déception de Lucille, le programme du souverain pontife n'inclut pas une visite de l'hôpital de Lacor, même si plusieurs hôpitaux missionnaires en Ouganda et au Zaïre voisin y sont inscrits.
Si la paix est de retour, la santé de Lucille décline toujours plus, forçant des périodes de repos de plus en plus longues. Dans ses dernières années, elle partage son temps entre l'Ouganda, l'Italie et l'Angleterre, où elle suit des traitements. Elle continue malgré tout à voir et à opérer des patients. Quelques mois avant son décès, extrêmement amaigrie et fatiguée, elle parvient tout de même à travailler quelques heures par jour, en consultation surtout. Elle est désormais généralement trop affaiblie pour performer des chirurgies. Parfois trop faible pour se lever le matin, Piero doit lui administrer des perfusions intraveineuses pour la réhydrater. Le 16 mars 1996, avec l'assistance de Jacob Meri, un interne ougandais, elle performe une dernière chirurgie. Il s'agit de sa dernière parmi plus de 13000 interventions chirurgicales. Un mois plus tard, trop malade pour demeurer en Ouganda, elle quitte Lacor. À cause du danger posé par les rebelles, le couple doit être évacué par l'armée en hélicoptère.

### Mort

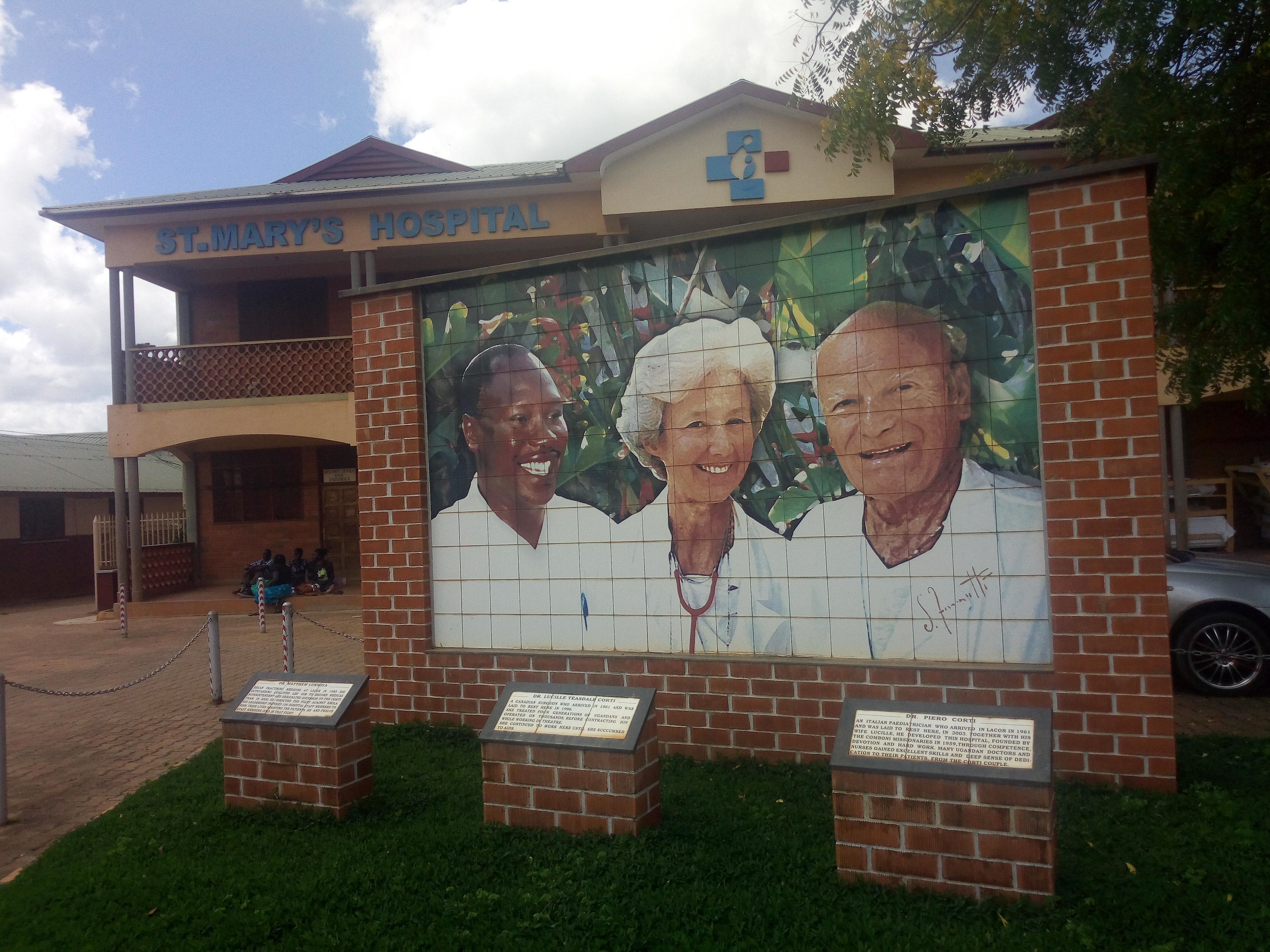
Une murale en mémoire de Lucille Teasdale, Piero Corti et Matthew Lukwiya dans l'enceinte de l'hôpital

Piero et Lucille s'installent à Besana in Brianza, non loin de Milan, en avril 1996. Extrêmement souffrante, elle ne peut se rendre à Montréal, en mai de la même année, pour recevoir un doctorat honoris causa de l'Université de Montréal. C'est sa sœur Lise qui l'accepte en son nom. Entourée de Piero, de Dominique et de Lise, Lucille Teasdale décède le 1er août 1996. Après des obsèques publiques en Italie, sa dépouille est transportée en Ouganda pour y recevoir des funérailles publiques. Des milliers d'Ougandais viennent lui rendre hommage dans la cathédrale de Gulu, sous la supervision de l'armée, qui positionne un char d'assaut à proximité, signe que la menace de la LRA plane toujours sur la région. Lucille Teasdale est inhumée dans la cour de l'hôpital, sa demeure pendant 35 ans.
Cinq après sa mort, en 2001, Lucille est intronisée à titre posthume au Temple de la renommée médicale canadienne. Depuis 2008, en souvenir de leur œuvre et de leur engagement humanitaire, le Collège royal des médecins et chirurgiens du Canada remet chaque année le prix Teasdale-Corti d'action humanitaire à des médecins qui, souvent au péril de leur vie, pratiquent la médecine humanitaire à l'étranger.

### Développement de l'Hôpital de Lacor

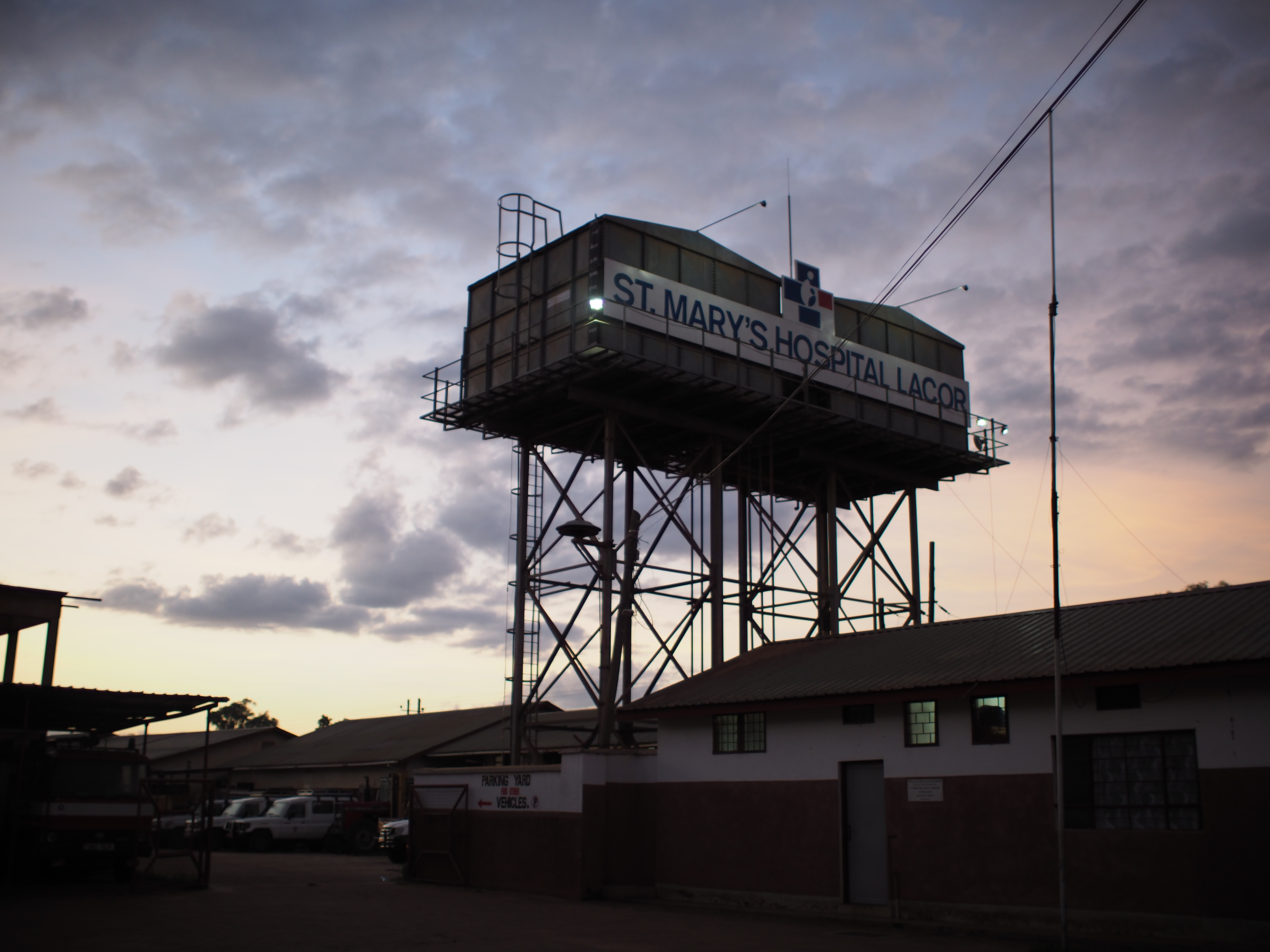
La porte principale de l'hôpital St Mary's Lacor (2018)

Le rapport annuel de l'hôpital pour l'année 1996 indique que l'hôpital de Lacor comptait alors 446 lits. Il enregistre 13 437 admissions, et note que 116 953 patients avaient été traités en consultation externe. 1114 accouchements et 1278 interventions chirurgicales majeures avaient été réalisés durant l'année, et 33613 doses de vaccin avaient été inoculées. Il s'agissait déjà du principal établissement de santé du nord du pays. Malgré la guerre et le manque chronique de ressources humaines et matérielles, l'hôpital n'avait jamais cessé de grossir en 35 ans[réf. nécessaire]. 
Après le décès de Lucille, malgré une santé défaillante, Piero continue à se consacrer à l'hôpital de Lacor. Atteint de la maladie d'Alzheimer et souffrant déjà de problèmes cardiaques depuis plusieurs années, il est aussi grandement affecté par le décès soudain du Dr Matthew Lukwiya, emporté par une épidémie d'Ebola qui frappe l'hôpital en décembre 2000. Dès lors, sa santé l'empêchant de pratiquer la médecine, il voue ses dernières années au financement des activités de l'établissement à travers les deux fondations qu'il avait créé avec Lucille: la Fondazione Piero e Lucille Corti en Italie (1993) et la Fondation Teasdale-Corti à Montréal (1995). Piero Corti s'éteint à Milan d'un cancer du pancréas le dimanche 20 avril 2003, le jour de Pâques. Sa dépouille est transportée en Ouganda pour être inhumée aux côtés de celles de Lucille et de Matthew, dans les jardins de l'hôpital de Lacor.
Depuis le retour définitif de la paix dans le nord du pays au milieu des années 2000, l'établissement poursuit son développement. Il est aujourd'hui l'un des principaux employeurs de la région ainsi qu'un important centre d'internat pour les médecins formés en Ouganda. À la mort de son père en 2003, Dominique Corti est devenue présidente de la Fondazione Piero et Lucille Corti. Elle a aussi remplacé Piero sur le conseil d'administration de l'hôpital. Depuis 2006, elle est membre du conseil d'administration de la Fondation Teasdale-Corti. L'hôpital de Lacor est aujourd'hui administré par une équipe entièrement ougandaise, formée à l'hôpital par Lucille et Piero. Encore aujourd'hui, l'approche préconisée par Lucille, axée sur le soin des patients avant tout, demeure l'un des principes fondamentaux de l'établissement. Chaque année, des centaines de milliers de patients - dont près du tiers sont des enfants âgés de moins de six ans - obtiennent des soins de qualité à l'hôpital ou dans ses cliniques périphériques.

## Prix et distinctions
- Prix Missione del Medico - Angelo De Gasperis de la Fondation Carlo Erba de Milan (1972)
- Ordre du mérite de la République italienne par décret du président de la République italienne (1981)
- Prix Premio della Bontà Notte di Natale Angelo Motta par la Fondation Pro Juventute Don Gnocchi de Milan (1983)
- Prix Ambrogino d’Oro par la municipalité de Milan (1984)
- Prix Paul Harris Fellow du club Rotary International en Italie (1986)
- Prix Sasakawa de l'Organisation mondiale de la santé (1986)
- Prix F.N.G. Starr de l’Association médicale canadienne (1987)
- Prix de l’International Medical Women Association d’Italie (1990)
- Ordre du Canada (1991)
- Prix Cuore Amico d’Italie (1993)
- Nomination comme consultante honorifique par le ministère de la Santé de l’Ouganda et le sénat de l’Université Makerere (1995)
- Ordre national du Québec (1995)
- Prix d’Excellence pour la Cause Africaine de CICA New York (1995)
- Prix Velan du club Rotary de Montréal (1995)
- Prix Professionalità par le club Rotary de Milan

## Hommages
La rue Lucille-Teasdale a été nommée en son honneur dans la ville de Québec  en 2006.
L'école internationale de Lucille-Teasdale

#### Ouvrages
- Deborah Cowley, Lucille Teasdale: Docteure Courage, Montréal, XYZ, 2007.
- Fondazione Piero et Lucille Corti / Fondation Teasdale-Corti, To Make a Dream Come True: Letters from Lacor Hospital, 1961 - 2003, Bergamo, Corponove, 2009.
- Michel Arseneault, Un rêve pour la vie - Lucille Teasdale & Piero Corti, Montréal, Libre Expression, 2011, 2e éd. (1ère éd. 1998).

#### Médiagraphie
- Avant de vous faire mes adieux (v.f. de Before I Go), documentaire de Michel Arseneault sur Lucille Teasdale
- Dr Lucille - Un rêve pour la vie (v.f. de Dr Lucille - The Lucille Teasdale Story), film sur la vie de Lucille Teasdale
- Portrait de la chirurgienne Lucille Teasdale à l'émission Le Point, Radio-Canada, 31 mars 1994
- « Femme de sciences: Lucille Teasdale, la généreuse médecin de guerre », entretien avec Marie-France Bazzo, 1996 - Baladodiffusion Trésors d'archives, Radio-Canada

#### Autres médias
- Ilaria Ferramosca et Chiara Abastanotti, Lucille, Montréal, Hachette Canada, 2023.

#### Bases de données et notices
- Notice dans un dictionnaire ou une encyclopédie généraliste :   - L'Encyclopédie canadienne
- Notices d'autorité :   - VIAF
  - ISNI
  - BnF (données)
  - LCCN
  - GND
  - Israël
  - WorldCat